# Набіс
Набіс (грец. Νάβις) — останній цар Спарти, який правив з 207 до н. е. по 192 до н. е..

## Біографія

### Прихід до влади
Після поразки Спарти в Клеоменовій війні (229–222 рр. до н. е.) у Спарті більше не було нащадків царського походження, які могли б зайняти трон. Після недовгого правління Лікурга влада була віддана малолітньому Пелопу, регентами якого виступали Маханід (до його смерті в битві при Мантінеї в 207 р. до н. е. проти ахейців) та Набіс.
Однак приблизно з 206 до н. е. Набіс поступово прибрав до рук царську владу в Спарті. У 200 до н. е. Набіс остаточно повалив Пелопа і прийняв верховну владу в країні, заявивши, що він є нащадком царя Демарата з династії Евріпонтідів. Набіс називав себе царем, хоча Полібій та Тіт Лівій характеризували його як тирана.
Як і його попередник Маханід, Набіс належав до прихильників реформ, розпочатих ще Агісом IV та Клеоменом III, і продовжував реформи ще з більшою енергією. Він конфісковував землі великих землевласників і роздавав їх безземельним спартіатам та ілотам, яких включив до складу громадян. Цими заходами він домігся збільшення числа воїнів в армії на додаток до численних найманців.

### Зовнішня політика
Набіс продовжував зовнішню політику, започатковану ще Клеоменом III і Маханідом. Він виступав противником Ахейського союзу та Македонії у союзі з Етолійський союзом, Елідою та Мессенією. Ця політика привела його до союзу з Римом під час Першої Македонської війни.
У наступні роки Набіс почав агресивну політику, спрямовану на завоювання міст Лаконіки та Мессенії. У 204 р. до н. е. він невдало напав на Мегалополь. Спільно з союзниками-критянами Набіс почав створювати спартанський флот і оточив Спарту укріпленнями.
У 201 р. до н. е. Набіс вторгся в Мессенію, щоб відновити контроль Спарти над цим регіоном, втрачений у IV ст. до н. е.. Зазнавши поразки у Тегеї, Набіс тимчасово призупинив свою експансіоністську політику.
Набіс представляв серйозну загрозу Ахейського союзу. Через постійні напади з боку Спарти, ахейці вже не могли розраховувати на допомогу Македонії, що й зумовило їх перехід на бік Риму в Другій Македонської війні. У ході цієї війни Македонія передала контроль над Аргосом Набісу, де він правив як цар і провів земельну реформу, але Набіс уклав союз із Римом.

### Лаконська війна
Після закінчення Другої Македонської війни, у 195 до н. е. ахейці переконали римського консула Тіта Квінкція Фламініна почати війну з Набісом під приводом «звільнення міст». У ході війни Набіс зазнав поразки і був змушений відмовитися від влади над Аргосом, портом Гітіем і деякими критськими містами.

### Останні роки правління
Хоча територія Спарти тепер складала тільки місто і його безпосередні околиці, Набіс все ще сподівався повернути свою колишню владу. У 192 до н. е., бачачи, що римляни та їх ахейскі союзники були вели військові дії з Антіохом III та Етолійський союзом, Набіс спробував повернути Гітій і берегову лінію Лаконіки. На початку війни Набісу супроводив успіх, він захопив порт і здобув перемогу над ахейцями в незначній військово-морській битві.
Однак незабаром його армія була розбита ахейским стратегом Філопеменом і оточена в межах Спарти. Після руйнування навколишньої сільській місцевості Філопемен повернувся додому. Набіс звернувся по допомогу до Етолійський союзу для захисту своєї території від ахейців і римлян.
Етолійці послали тисячу чоловік піхоти і триста вершників до Спарти під командуванням Алексамена, однак зрадили його та вбили під час навчань його армії за межами міста. Етолійці спробували захопити Спарту, але їм завадило повстання спартанців.
Ахейці, скориставшись цією ситуацією, відправили до Спарти Філопемена з великою армією, що змусив спартанців приєднуватися до Ахейського союзу і остаточно скасував в ній царську владу.
У Набіса був син Армен, котрий загинув у римському полоні.